# Aspieta (general sob Aleixo I)

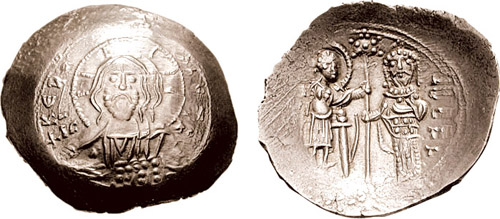
Histameno de r.

Aspieta (em grego: Ἀσπιέτης; romaniz.: Aspiétes) foi um nobre armênio que entrou ao serviço do Império Bizantino e serviu durante a maior parte do reinado de Aleixo I Comneno (r. 1081–1118). Ele foi um membro da família nobre dos Aspietas, que alegaram descender da dinastia arsácida da Armênia. Aspieta é atestado pela primeira vez ao lado de Aleixo I durante a campanha de 1081 contra os normandos que levou à desastrosa batalha de Dirráquio, onde Aspieta foi gravemente ferido e morreu. A cene é graficamente narrada pela filha de Aleixo, Ana Comnena, em seu A Alexíada, destacando o valor de Aspieta.
O nome "Aspieta" aparece em duas porções diferentes da Alexíada, e é incerto se se refere ao mesmo indivíduo. Assim Basile Skoulatos, em seu estudo prosopográfico da Alexíada, identifica o Aspieta de Dirráquio com o Aspieta que em 1105/1106 foi nomeado governador de Tarso pelo imperador. Logo após, ele sucedeu Monastras como estratopedarca do Oriente. Nesta função, não conseguiu reagir efetivamente contra a tentativa de Tancredo da Galileia para capturar Mamistra. Em vez disso, Aspieta ocupou-se com festanças debochadas, e, se estiver correta a sugestão de F. Chalandon de que ele pode ser identificado com o Ursino das fontes ocidentais, tratou abertamente com Tancredo em um esforço de salvar a cidade. Contudo, embora a Alexíada abertamente admite sua negligência do dever, ele é em lugar nenhum acusado de relações de traição, como Ursino. Alexis Savvides, por outro lado, aponta que os dois personagens são geralmente tratados como pessoas distintas, e equivale o Aspieta posterior com o senhor armênio da Armênia Cilícia, Oxim de Lampron.